# 1er régiment étranger de parachutistes

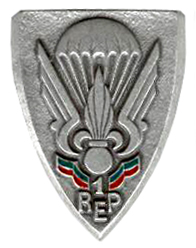
Regimentsabzeichen des 1^{er} Régiment Étranger de Parachutistes

Das 1er régiment étranger de parachutistes (1er REP) (1. Fremdenregiment der Fallschirmjäger) war ein Luftlanderegiment der französischen Fremdenlegion. Es existierte von 1948 bis 1961.

## Geschichte
Das Regiment wurde 1948 in der Nähe von Sidi Bel Abbès in Algerien als Bataillon aufgestellt. Der Verband kämpfte im Indochinakrieg und im Algerienkrieg. 1955 wurde der Verband zum Regiment ausgebaut.
Während des Algerienkriegs nahm der in Algerien stationierte Verband 1961 auf Befehl seiner Offiziere am Putsch gegen Charles de Gaulle teil und wurde nach der Niederschlagung aufgelöst. Zur Zeit des Putsches wurde das Regiment kommissarisch von Commandant Hélie Denoix de Saint-Marc kommandiert, da der eigentliche Kommandant, Lieutenant Colonel Guiraud, in Frankreich zur Erholung war.
Einige Angehörige des Verbandes desertierten und schlossen sich der OAS an.

## Kommandanten

### Bataillon
- Commandant Pierre Segrétain (1948–1950)
- Commandant Darmuzai (1950–1952)
- Commandant Brothier (1952–1953)
- Commandant Guiraud (1953–1954)
- Capitaine Germain (Juli–Oktober 1954)
- Commandant Pierre Jeanpierre (1954–1955)

### Regiment
- Commandant Jeanpierre (1955–1956)
- Lieutenant Colonel Brothier (1956–1957)
- Lieutenant Colonel Jeanpierre (1957–1958)
- Lieutenant Colonel Brothier (1958–1959)
- Lieutenant Colonel Dufour (1959–1960)
- Lieutenant Colonel Guiraud (1960–1961)
- Commandant de Saint Marc (1961, interim)

## Bekannte Ehemalige
- Jean-Marie Le Pen, späterer Politiker
- Albert Dovecar, Terrorist der OAS